# Never Forget (Where You Come From)
Never Forget (Where You Come From) (englisch für Vergiss nie, wo du herkommst) ist das Debütalbum der deutschen R&B- und Popband Bro’Sis, das im Januar 2002 erschien.

## Entstehung und Veröffentlichung
Die Erstveröffentlichung von Never Forget (Where You Come From) erfolgte am 28. Januar 2002 bei Cheyenne Records. Das Album erschien in seiner Originalausgabe als CD mit 14 Titeln (Katalognummer: 589 611-2). Am 11. März 2002 erschien Never Forget … The DVD, dieses Enthält als Bonus eine 90-minütige Dokumentation mit Ausschnitten aus den Popstars-Folgen mit Kommentaren vom Choreografen Detlef Soost, die Videos von I Believe und Do You, ein Liveauftritt bei The Dome sowie unveröffentlichtes Bildmaterial und Autogrammkarten. Im Juni 2002 erschien eine sogenannte „Limited Tour Edition“, die neben dem Standardalbum eine CD-Rom mit dem Spiel „Pinball“ enthält. Am 11. November desselben Jahres erschien die sogenannte „Winter Edition“, diese wurde um die beiden Titel Hot Temptation und The Gift erweitert, das Lied We’ll Put a Spell on You entfiel auf dieser Version.
Geschrieben und produziert wurden die Lieder von verschiedenen Liedtextern, Komponisten und Musikproduzenten, darunter namhafte wie Christoph Brüx, David Brunner, Alex Christensen, Toni Cottura, Alex Geringas, Arkadius Raschka, Kim Sanders oder auch Roland Spremberg.
Um das Album zu bewerben, spielte die Band unter anderem im Vorprogramm von O-Town.

## Titelliste

### Standard Edition
| #   | Titel                           | Länge | Autoren / Produzenten |
| --- | ------------------------------- | ----- | --- |
| 1.  | I Believe                       | 3:28  | [Text]: Alex Christensen, J. Ena, Peter Könemann [Musik]: Alex Christensen, Jens Klein, Peter Könemann                                           |
| 2.  | Just the 2 of Us                | 3:26  | [Text]: David Brunner, Kaynee Tracks, Toni Works [Musik]: David Brunner, Kaynee Tracks, Sebastian Kirchner, Toni Works                           |
| 3.  | All I Wanna Know                | 4:23  | [Text]: Smart, Toni Cottura [Musik]: Christoph Brüx, Shahin Moshirian, Stephan Browarczyk, Toni Cottura                                          |
| 4.  | We’ll Put a Spell on You        | 3:25  | Kim Sanders, Marcus Brosch, Roland Spremberg |
| 5.  | Walkin’ with You                | 4:21  | Andy Love, Giorgio Koppehele, Marc Z, Martin Koppehele, Sven Zippmann                                                                            |
| 6.  | Do You                          | 3:09  | [Text]: Patricia Bernetti, Toni Cottura [Musik]: Arkadius Raschka, Ingo Hugenroth                                                                |
| 7.  | Gimme Some Lovin’               | 3:48  | [Text]: Toni Cottura, Wiggins [Musik]: Shahin Moshirian, Stephan Browarczyk, Toni Cottura                                                        |
| 8.  | Bounce                          | 4:02  | Achim Jannsen, Hermann Behrens, M. Carlson, Mirko von Schlieffen, N. Lautarevic, O. Ullmann, Terri Bjerre                                        |
| 9.  | Heaven Must Be Missing an Angel | 3:48  | Written by: Dane Deviller, Sean Hossein, Supaflyas                                                                                               |
| 10. | What’s Going On?                | 3:25  | Aleks Jovanovic, Emanuell Twellmann, Frank W. Dursthoff, June Rollocks                                                                           |
| 11. | Ain’t That the Way              | 4:28  | [Musik]: Christoph Papendieck, Gerret Frerichs, Pascal F.E.O.S. [Text]: Christoph Papendieck, Fontaine Brunett, Gerret Frerichs, Pascal F.E.O.S. |
| 12. | Who’s Been Sleeping in My Bed   | 3:06  | [Musik]: D-Fact*, Frank Lio, N-Dee [Text]: D. Fact, Dash Andrews, Frank Lio, N-Dee, Rofl Gagel                                                   |
| 13. | You Better Not Come Home        | 3:21  | [Text]: D. Fact, Daniela Burghardt, Dash Andrews, Frank Lio, Luca Barro, Rofl Gagel [Musik]: D. Fact, Daniela Burghardt, Frank Lio, Luca Barro   |
| 14. | Let Me Know                     | 3:41  | [Text]: Toni Cottura [Musik]: Christoph Brüx, Shahin Moshirian, Stephan Browarczyk, Toni Cottura                                                 |
| 15. | A Day in November               | 3:59  | [Text]: Alex Geringas, Thorsten Brötzmann [Musik]: Alex Geringas, Christoph Leis-Bendorff, Thorsten Brötzmann                                    |

### Winter Edition
1. I Believe – 3:11
2. Hot Temptation – 3:42
3. In the Cradle – 3:11
4. Peace of Soul – 3:37
5. Do You – 3:09
6. Just the 2 of Us – 3:26
7. All I Wanna Know – 4:23
8. This Is too Good to Be True – 3:28
9. Walkin’ with You – 4:21
10. Gimme Some Lovin’ – 3:48
11. Bounce – 4:02
12. Heaven Must Be Missing an Angel – 3:48
13. Who’s Been Sleeping in My Bed – 3:06
14. You Better Not Come Home – 3:21
15. A Day in November – 3:59
16. The Gift – 4:07

## Singleauskopplungen
| Jahr | Titel                           | Höchstplatzierung, Gesamtwochen, AuszeichnungChartplatzierungen (Jahr, Titel, , Platzierungen, Wochen, Auszeichnungen, Anmerkungen) | Höchstplatzierung, Gesamtwochen, AuszeichnungChartplatzierungen (Jahr, Titel, , Platzierungen, Wochen, Auszeichnungen, Anmerkungen) | Höchstplatzierung, Gesamtwochen, AuszeichnungChartplatzierungen (Jahr, Titel, , Platzierungen, Wochen, Auszeichnungen, Anmerkungen) | Anmerkungen                                                  |
| Jahr | Titel                           | DE | AT | CH | Anmerkungen                                                  |
| ---- | ------------------------------- | --- | --- | --- | ------------------------------------------------------------ |
| 2001 | I Believe                       | DE1 ×7Siebenfachgold · (14 Wo.)DE                                                                                                   | AT1 Platin · (17 Wo.)AT | CH1 Platin · (16 Wo.)CH | Erstveröffentlichung: 3. Dezember 2001 Verkäufe: + 1.830.000 |
| 2002 | Do You / Peace of Soul          | DE3 (13 Wo.)DE | AT5 (17 Wo.)AT | CH19 (15 Wo.)CH | Erstveröffentlichung: 25. Februar 2002                       |
| 2002 | Heaven Must Be Missing an Angel | DE9 (11 Wo.)DE | AT29 (14 Wo.)AT | CH35 (9 Wo.)CH | Erstveröffentlichung: 3. Juni 2002                           |
| 2002 | Hot Temptation                  | DE4 (11 Wo.)DE | AT11 (14 Wo.)AT | CH46 (6 Wo.)CH | Erstveröffentlichung: 21. Oktober 2002                       |
| 2002 | The Gift                        | DE16 (9 Wo.)DE | AT40 (7 Wo.)AT | — | Erstveröffentlichung: 9. Dezember 2002 Original: 98 Degrees  |

Vinyl Maxi-Singles
Am 9. April 2002 wurden sechs Vinyls mit jeweils einem Lied vom Debütalbum veröffentlicht. Die Vorderseite aller sechs Vinyls ergibt den Bandnamen, die Rückseiten die Umrisse der sechs Bandmitglieder.
1. Do You
2. All I Wanna Know
3. Let Me Know
4. Gimme Some Lovin’
5. Who's Been Sleeping in My Bed
6. Bounce

## Rezensionen
Das deutschsprachige Online-Magazin laut.de beschrieb das Album als billigen neunziger Boygroup-Sound.

## Kommerzieller Erfolg

### Chartplatzierungen
| ChartsChartplatzierungen | Höchstplatzierung | Wochen |
| ------------------------ | ----------------- | ------ |
| Deutschland (GfK)        | 1 (39 Wo.)        | 39     |
| Österreich (Ö3)          | 1 (19 Wo.)        | 19     |
| Schweiz (IFPI)           | 6 (13 Wo.)        | 13     |

| ChartsJahrescharts (2002) | Platzierung |
| ------------------------- | ----------- |
| Deutschland (GfK)         | 11          |
| Österreich (Ö3)           | 17          |

### Auszeichnungen für Musikverkäufe
| Land/Region        | Auszeichnungen für Musikverkäufe (Land/Region, Auszeichnung, Verkäufe) | Verkäufe |
| ------------------ | ---------------------------------------------------------------------- | -------- |
| Deutschland (BVMI) | 2× Platin                                                              | 600.000  |
| Österreich (IFPI)  | Gold                                                                   | 20.000   |
| Schweiz (IFPI)     | Gold                                                                   | 20.000   |
| Insgesamt          | 2× Gold · 2× Platin ·                                                  | 640.000  |